# Antonín Novotný
Pour les articles homonymes, voir Novotny.
Antonín Novotný, né le 10 décembre 1904 à Letňany en Bohême et mort le 28 janvier 1975 à Prague, est un homme d'État tchécoslovaque. Il est le président de la Tchécoslovaquie communiste de 1957 à 1968.

## Biographie
Il est issu d'une famille modeste et apprend la mécanique et la serrurerie. En 1921, il entre au parti communiste tchécoslovaque et en devient un permanent en 1923 à 19 ans, pour y exercer successivement diverses fonctions, principalement dans la division pragoise du parti. Puis, en 1937 et 1938, il est secrétaire du parti à Hodonín. La dissolution forcée du parti communiste tchécoslovaque en 1938 lui fait prendre un travail d'ouvrier en province.
Pendant la Seconde Guerre mondiale, il participe, à partir de juillet 1941, aux activités illégales de la résistance communiste à l'occupation allemande : il est arrêté fin 1941 et interné jusqu'en 1945 à Mauthausen.
En février 1948, il participe au Coup de Prague qui met fin à la démocratie tchécoslovaque et devient, jusqu'en 1951, secrétaire du parti communiste à Prague et, jusqu'en 1968, membre du comité central du parti. En 1951, il est nommé membre du Présidium du parti et en 1953, il est nommé premier secrétaire du KSČ : il est le véritable maitre du pays et sa nomination, le 19 novembre 1957 au poste de président de la Tchécoslovaquie n'est qu'une formalité.

## Président d'une nouvelle république
Lors de la réunion du comité suprême du KSČ les 13 et 14 janvier 1960, il pousse à l'adoption d'une nouvelle constitution « socialiste » du pays. L'Assemblée nationale du pays adopte une réforme du territoire le 9 mai. Les 5 et 7 juillet de la même année, Novotný proclame, lors de la conférence nationale du KSČ, la « victoire du socialisme » (dans le sens marxiste du terme) en Tchécoslovaquie. Il ne reste plus qu’à mettre les faits en accord avec la langue de bois[style à revoir] et la nouvelle constitution qui proclame la naissance de la République socialiste tchécoslovaque (Československá socialistická republika, abrégée en ČSSR) est adoptée le 11 juillet 1960. Les armoiries du pays sont également mises au goût de la nomenklatura communiste : la couronne de saint Venceslas qui coiffait le lion de Bohême est remplacée par une étoile rouge à cinq branches, tandis que la double croix de l’écu slovaque est remplacée par un feu. La forme de l’écu, considérée comme « représentant la féodalité et l'oppression des masses par la noblesse », est elle aussi repensée pour correspondre aux normes communistes.